# Còmic d'humor
El còmic d'humor, o historieta còmica és un dels gèneres del còmic, en el que l'estil, el guió o el plantejament de la historieta està pensat per fer riure.
Pot plantejar-se en tires còmiques, protagonitzades per personatges fixos, com les historietes de Snoopy, Mr. Hyde, Mafalda, Ot el bruixot o Calvin & Hobbes, o en històries llargues com les aventures d'Asterix, Mortadel·lo i Filemó, Espirú i Fantàstic, o Jep i Fidel.
Aquestes historietes segueixen totes les convencions del llenguatge del còmic, i n'adapta també els seus recursos gràfics.

## Origen del gènere

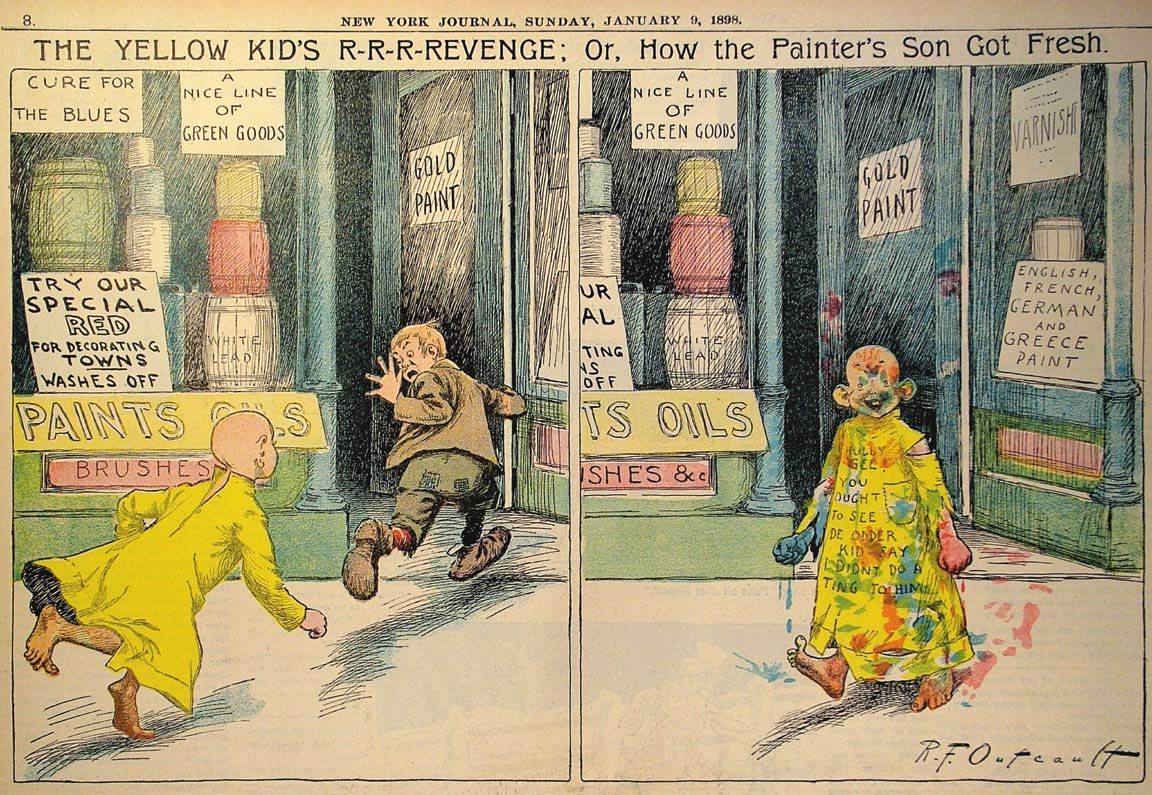
The Yellow Kid 1898-01-09

El còmic com a gènere, neix de l'adaptació de les històries gràfiques humorístiques de la premsa del segle xix, per tant, el gènere d'humor és pràcticament el primer que apareix en la història del còmic. Les primeres historietes (tant si es considera Töpffer, com Outcault el pare del còmic) van ser d'humor, ja que tant el Doktor Festus com el Yellow Kid són historietes d'humor.
Per tant, la historieta d'humor té molt a veure amb l'humor gràfic, i moltes vegades els autors toquen les dues disciplines.
Les primeres tires còmiques també són historietes d'humor, derivades de les  vinyetes satíriques de la premsa. Es tracta de The Yellow Kid, de R Outcault, publicada al New York Journal de 1896; The Katzenjammer Kids, de Knerr; Happy Hooligan, de Frederick Burr Opper; les oníriques pàgines de Rarebit Friend o Little Nemo de Winsor Mc Cay; Mutt and Jeff de Bud Fisher; Krazy Kat, de Georges Harriman; Lucifer Butts, de Goldberg; Bringing Up Father de Geo Mc Manus, o Barney Google, personatge creat (abans que el cercador) per Billy DeBeck.
La historieta d'humor tindrà un gran desenvolupament, i a Espanya, mestres com Escobar, Conti, Guillem Cifré, Peñarroya, Manuel Vázquez, Francisco Ibáñez Talavera, Gin, Raf o Segura en dibuixaren per les revistes de l'Editorial Bruguera.
L'humor per adults es desenvoluparà a revistes com El Papus, El Cuervo, Hara Kiri, Balalaika o El Jueves, amb temes com el sexe i la política.

## Tipologia

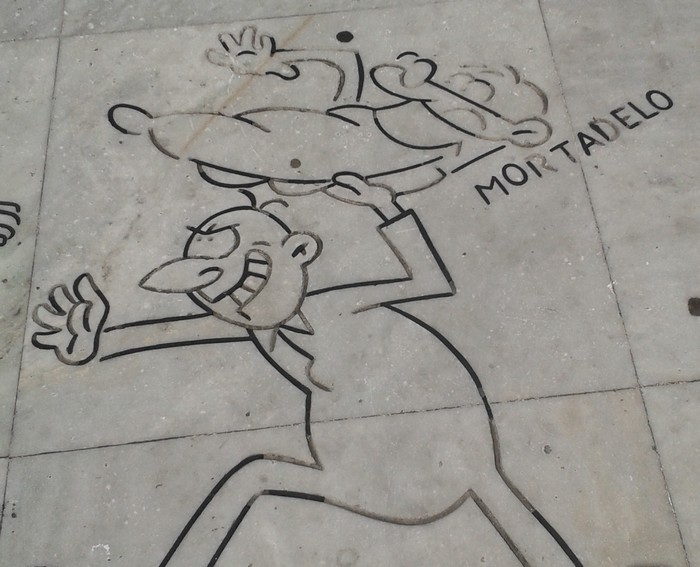
Mortadel·lo i Filemó

Les historietes d'humor, acostumen a plantejar una situació que causa comicitat, ja sigui per l'estupidesa del comportament dels personatges, com per l'absurditat de la situació en qüestió. Normalment, acaben amb un gag final que provoca riure (aventures de personatges com Sergi Grapes de Franquin, Aquil·les Taló de Greg, Jep i Fidel de Madorell, o Cresques de Joma.
En altres casos, els acudits, bromes i gags, s'incorporen al desenvolupament de la història, on hi ha un personatge que acompanya el protagonista de la història que és el que rep sempre les clatellades i fa riure: el Capità Haddock a Tintin, Fantasio a Spirou, o Filemó a Mortadel·lo.
En altres plantejaments el personatge protagonista és un catalitzador de situacions absurdes o catastròfiques que reben els que estan al seu voltant. Són personatges com Zipi y Zape, Sergi Grapes, Angelito, Rompetechos, Josechu el Vasco o Doña Urraca.
També hi ha personatges que provoquen comicitat per la seva manera d'enfrontar-se al món o a la realitat. Són tires amb menys acció i més reflexió, ja que el que fa riure és la visió satírica o crítica del personatge davant del món que l'envolta. És els casos de Mafalda o Dilbert. El mitjà ideal per desenvolupar aquestes historietes, és la tira.
Finalment, una altra vena que exploren les historietes humorístiques són les relacions entre grups humans. Normalment es tracta de grups familiars (La Familia Trapisonda, La Família Ulises), de veïns (13 Rue del Percebe), de professionals (Pepe Gotera y Otilio), o altres grups (Els Barrufets, la colla Tirallonga).